# Caso Haya de la Torre
El Caso Haya de la Torre o Caso del Asilo (Colombia contra Perú) fue un caso llevado a la Corte Internacional de Justicia, en el cual los gobiernos de Perú y Colombia resolvieron la controversia por el asilo político al líder aprista Víctor Raúl Haya de la Torre.
En la decisión del tribunal no solo se reconoció que el artículo 38 de su Estatuto admite la posibilidad de principio de las costumbres regionales, sino que además, según Max Soerensen, se invierte la carga de la prueba respecto a la costumbre internacional. El juicio tuvo lugar el 20 de noviembre de 1950.
El gobierno colombiano solicitó una interpretación del fallo, la cual fue declarada inadmisible por la Corte Internacional de Justicia y posteriormente la Corte se pronunció una segunda vez el 13 de junio de 1951 y resolvió que el gobierno colombiano no estaba obligado a entregar a Haya de la Torre al gobierno peruano.

## Antecedentes
El 3 de octubre de 1948, estalló en el Perú una revuelta militar, que fue reprimida el mismo día. Al día siguiente, se publicó un decreto que acusaba a un partido político, la Alianza Popular Revolucionaria Americana (APRA), de haber preparado y dirigido la rebelión. El dirigente de ese partido, Víctor Raúl Haya de la Torre, fue denunciado como responsable y junto con otros miembros del partido, fue procesado y acusado de rebelión militar. Como aún seguía en libertad, el 16 de noviembre se publicaron edictos en los que se le ordenaba que compareciera ante el juez de instrucción. En enero de 1949, Haya de la Torre se asiló en la Embajada de Colombia en Lima. Entretanto, el 27 de octubre de 1948, Manuel Odría había dado un golpe de Estado y había publicado un decreto en el que se preveía el establecimiento de consejos de guerra para juzgar sumariamente los casos de rebelión, sedición y motín.
El 4 de enero de 1949, el embajador de Colombia en Lima informó al Gobierno del Perú del asilo concedido a Haya de la Torre y, al mismo tiempo, pidió que se expidiera un salvoconducto que permitiera al asilado abandonar el país. El 14 de enero, precisó que el asilado había sido calificado como refugiado político. El Gobierno de Lima rechazó esa calificación y se negó a conceder un salvoconducto. Siguió una correspondencia diplomática que concluyó con la firma en Lima, el 31 de agosto de 1949, de un acta por la que los dos Gobiernos convinieron en someter el caso a la Corte Internacional de Justicia.

## Proceso
Los miembros de la corte fueron:
- Jules Basdevant, Presidente
- José Gustavo Guerrero, Vicepresidente
- Jueces:
  - Alejandro Álvarez
  - Green Hackworth
  - Bohdan Winiarski
  - Milovan Zoričić
  - Charles de Visscher
  - Arnold McNair
  - Abdul Badawi Pasha
  - John Read
  - Hsu Mo
  - Sergei Krylov
  - Helge Klæstad
  - Philadelpho Azevedo
  - Isidro Fabela

- Jueces ad hoc
  - Luis Alayza y Paz Soldán
  - José Caicedo Castilla

Representaron al Perú:
- Felipe Tudela y Barreda, diplomático
- Gilbert Gidel, abogado francés
- Julio López Olivan, embajador
- Carlos Sayán Álvarez, abogado, exministro de Justicia
- Fernando Morales-Macedo
- Juan José Calle y Calle
- Georges Scelle

Representaron a Colombia:
- José Gabriel de la Vega, embajador
- Camilo de Brigard, embajador
- Alfredo Vásquez
- José María Yépez, internacionalista

### Juicio
Colombia mantuvo ante la Corte que, con arreglo a las convenciones en vigor —el Acuerdo Bolivariano de 1911, relativo a la extradición, la Convención de La Habana de 1928, relativa al asilo, y la Convención de Montevideo de 1933, relativa al asilo político, y según el derecho internacional americano, estaba facultada para calificar la naturaleza del delito a los solicitantes del asilo. A ese respecto, la Corte estimó que, si se trataba de una calificación provisional, la solución no ofrecía duda: el representante diplomático examinaría si se habían cumplido las condiciones requeridas, se  pronunciaría al respecto y, si se impugnara su opinión,  surgiría una controversia que podría solucionarse con arreglo a los métodos previstos por las partes.
Sin embargo, resultaba de las actuaciones que Colombia reivindicaba un derecho de calificación unilateral y definitiva, obligatoria para el Perú. El primero de los tratados que invocaba —el Acuerdo Bolivariano que es un tratado sobre extradición, se limita a reconocer en un artículo la institución del asilo de conformidad con los principios del derecho internacional. A bien, esos principios no implican el derecho a la calificación unilateral. Por otra parte, cuando el Acuerdo Bolivariano fija las normas para la extradición, no se pueden deducir de ellas conclusiones para el asilo diplomático. En el caso de la extradición, el refugiado se halla en el territorio del Estado de refugio: si se le concede el asilo, esa decisión no deroga la soberanía del Estado en el que cometió el delito. Por el contrario, en el caso del asilo diplomático, el refugiado se halla en el territorio del Estado en el que ha cometido el delito: la decisión de asilo deroga la soberanía del Estado territorial y sustrae al delincuente a su justicia.
En cuanto al segundo tratado invocado por Colombia —la Convención de La Habana—, no reconoce el derecho de calificación unilateral ni explícita ni implícitamente. El tercer tratado —la Convención de Montevideo- no ha sido ratificado por el Perú y no puede invocarse frente a él. 
Por último, por lo que se refiere al derecho internacional americano, Colombia no ha probado que existiera, regional o localmente, un uso constante y uniforme de calificación unilateral como un derecho del Estado de asilo y una obligación del Estado territorial. Los hechos presentados a la Corte revelaban demasiadas contradicciones y fluctuaciones para que sea posible discernir en ellos un uso peculiar de la América Latina que tenga fuerza de ley.
De ello se deduce que Colombia, como Estado que había concedido el asilo, no era competente para calificar la naturaleza del delito mediante una decisión unilateral y definitiva que obligara al Perú.
Colombia mantenía igualmente que el Perú tenía obligación de expedir un salvoconducto que permitiera al asilado abandonar el país con total seguridad. La Corte, dejando por el momento a un lado la cuestión de saber si el asilo había sido concedido y mantenido de un modo regular, constató que la cláusula de la Convención de La Habana en la que se establecían garantías para el asilado no era aplicable más que cuando el Estado territorial exigiera que abandonara su territorio: sólo después de haberse formulado esa exigencia podía el agente diplomático que había concedido el asilo exigir, a su vez, un salvoconducto. Es cierto que existe una práctica con arreglo a la cual el agente diplomático solicita inmediatamente un salvoconducto, que se le concede, pero esa práctica, que se explica por razones de conveniencia, no entraña obligación alguna para el Estado territorial.
El Perú, mediante una reconvención, pidió a la Corte que declarara que a Haya de la Torre se le habla concedido el asilo en violación de la Convención de La Habana, en primer lugar, porque el aprista estaba acusado no de un delito político, sino de un delito de derecho común, y, en segundo lugar, porque no existía en este caso la urgencia que, según la Convención de La Habana, es necesaria para justificar el asilo.
Tras constatar que el Perú no había solicitado en ningún momento la entrega del asilado, la Corte examinó el primer punto. A ese respecto, observó que al asilado sólo se le acusaba de rebelión militar, que no es un delito de derecho común. Por consiguiente, rechazó, por infundada, la reconvención del Perú sobre ese punto.
En cuanto a la urgencia, la Corte, tras haber señalado que la justificación esencial del asilo es la inminencia o la persistencia de un peligro para la persona del refugiado, analizó los hechos del caso.
Respecto a los numerosos casos citados por Colombia, la Corte estimó que consideraciones de conveniencia o de oportunidad política parecían haber decidido al Estado territorial a reconocer el asilo, sin que esa decisión fuese dictada por el sentimiento de una obligación jurídica. En América Latina, el asilo es una institución cuyo desarrollo se debe en gran medida a factores extrajurídicos.
Al tiempo que reconocía que en el momento de la concesión del asilo, el 3 de enero de 1949, no existía un caso de urgencia en el sentido de la Convención de La Habana, el fallo precisó que ese reconocimiento no constituía una crítica al Embajador de Colombia. Su apreciación del caso no era un elemento pertinente para determinar la validez del asilo: sólo tenía importancia la realidad objetiva de los hechos. 
La Corte concluyó, por tanto, que la concesión del asilo no se ajustaba al párrafo 2 del artículo 2 de la Convención de La Habana.
Las dos conclusiones de Colombia fueron rechazadas: la primera, por 14 votos contra 2 (el Magistrado Azevedo y el Sr. Caícedo, Magistrado ad hoc); la segunda, por 15 votos contra 1 (el Sr. Caicedo). Por otra parte, la reconvención del Gobierno del Perú fue rechazada, por 15 votos contra 1, en la medida en que se basaba en una violación del artículo de la Convención de La Habana en el que se prevé que no puede concederse el asilo a las personas acusadas de delitos comunes. En cambio, en relación con el segundo punto, se admitió la reconvención por 10 votos contra 6 (los Magistrados Álvarez, Zoricic, Badawi Pasha, Read y Azevedo y el Sr. Caicedo, Magistrado ad hoc).
Se adjuntaron al fallo las opiniones disidentes de los Magistrados Álvarez, Badawi Pasha, Read, Azevedo, y Caicedo. El Magistrado Zoricic suscribió, respecto al segundo punto de la reconvención, la opinión disidente del Magistrado Read.
El fallo dictado el 20 de noviembre de 1950, la Corte había definido las relaciones jurídicas entre Colombia y el Perú respecto a las cuestiones que esos Estados le habían sometido en relación con el asilo diplomático en general y, en particular, con el asilo concedido los días 3 y 4 de enero de 1949 por el embajador de Colombia en Lima a Víctor Raúl Haya de la Torre; la Corte había juzgado que, en ese caso, el asilo no había sido concedido de conformidad con la Convención sobre el asilo firmada en La Habana en 1928. Después de haberse dictado el fallo, el Perú pidió a Colombia que lo ejecutara y que pusiera fin, mediante la entrega del refugiado, a una protección indebidamente concedida. Colombia respondió que la entrega del refugiado no sólo incumpliría el fallo del 20 de noviembre, sino que, además, violaría la Convención de La Habana, y, a su vez, inició un procedimiento ante la Corte mediante una solicitud presentada el 13 de diciembre de 1950.
En su solicitud, y durante el procedimiento, Colombia pidió a la Corte que determinara el modo de ejecutar el fallo del 20 de noviembre de 1950 y, además, que declarara que, en la ejecución de dicho fallo, no estaba obligada a entregar a Haya de la Torre. Por su parte, el Perú pidió igualmente a la Corte que dijera de qué modo debía ejecutar Colombia el fallo; además le pidió —que rechazara la conclusión de Colombia tendente a que se resolviera, sin más, que no estaba obligada a entregar a Haya de la Torre y, en segundo lugar, que declarara que el asilo debía haber cesado inmediatamente después del fallo del 20 de noviembre y debla, en todo caso, cesar sin más demora, a fin de que la justicia peruana pudiera reanudar su curso normal, que había quedado suspendido.
En su fallo sobre el caso de Haya de la Torre, la Corte declaró:
- Por unanimidad, que no formaba parte de sus funciones jurisdiccionales escoger entre los diversos modos por los que podía ponerse fin al asilo;
- Por 13 votos contra 1, que Colombia no estaba obligada a entregar a Haya de la Torre a las autoridades peruanas;
- Por unanimidad, que el asilo debía haber cesado una vez pronunciado el fallo del 20 de noviembre de 1950, y que debía finalizar.

En 1951 se revisó el fallo y se concluyó que el gobierno peruano no había probado que los supuestos delitos de Haya constituían crímenes.